# Óblast de Belostok
Belostok (en ruso: Белостокская область; en polaco: Obwód białostocki) era una división administrativa del Imperio ruso. La región tuvo por capital a Belostok (actual Białystok).

## Historia
La óblast fue creada del departamento prusiano de Białystok, obtenido por Rusia en 1807 en los Tratados de Tilsit.
Fue abolida en 1842 cuándo se incluyó en la gobernación de Grodno.

## Divisiones administrativas

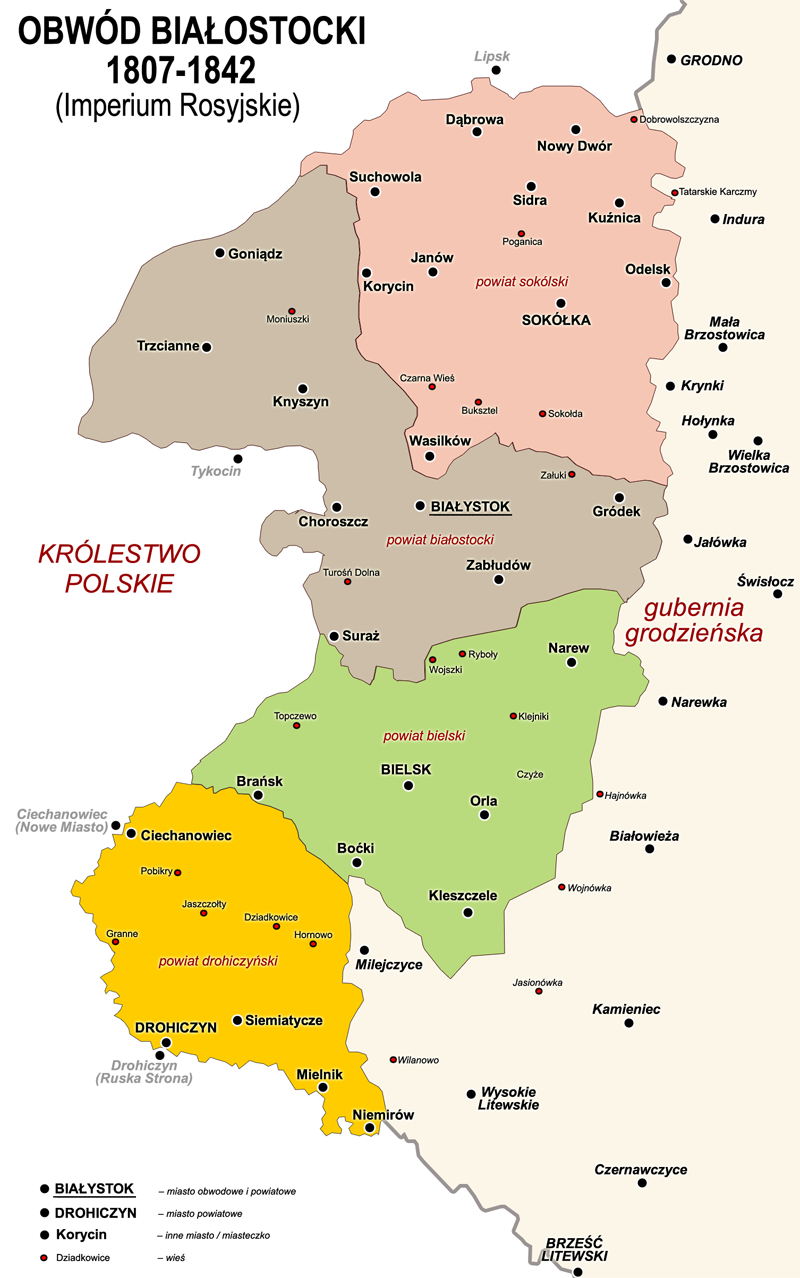
Divisiones de la óblast de Belostok, 1807-42.

En el siglo XIX, algunos óblasts eran divisiones administrativas qué tenían un estatus aproximado igual al de las gobernaciones; si bien  existieron independientemente de las guberniyas.
En 1808, la óblast estaba dividida en cuatro uyezds (distritos): 
- Belostok: incluía las ciudades de Białystok,  Choroszcz, Goniądz, Gródek, Knyszyn, Suraż, Trzcianne y Zabłudów
- Bielsk: incluía las ciudades de Bielsk Podlaski, Boćki, Sujetadorńsk, Kleszczele, Narew y Orla
- Sokółka: incluía las ciudades de Dąbrowa Białostocka, Janów, Korycin, Kuźnica, Nowy Dwór, Odelsk, Sidra, Sokółka, Suchowola y Wasilków
- Drohiczyń: incluía las ciudades de Ciechanowiec, Drohiczyn, Mielnik, Niemirów y Siemiatycze